# Gran Premio di superbike di Lausitz 2002
Il Gran Premio di superbike di Lausitz 2002 è stato la settima prova su tredici del campionato mondiale Superbike 2002, disputato il 9 giugno sul circuito di Lausitz, in gara 1 ha visto la vittoria di Troy Bayliss davanti a Colin Edwards e Rubén Xaus, lo stesso identico risultato si è avuto anche in gara 2.
La vittoria nella gara valevole per il campionato mondiale Supersport è stata ottenuta da Katsuaki Fujiwara; il risultato ufficiale di questa gara si è avuto in seguito alla squalifica di alcuni piloti, tra cui quella di Fabien Foret che aveva tagliato il traguardo in prima posizione.
La gara del campionato Europeo della classe Superstock viene vinta da Vittorio Iannuzzo.

## Risultati

### Gara 1

#### Arrivati al traguardo[6]
| Pos. | Nº  | Pilota               | Squadra                   | Motocicletta       | Giri | Tempo     | Griglia | Punti |
| ---- | --- | -------------------- | ------------------------- | ------------------ | ---- | --------- | ------- | ----- |
| 1º   | 1   | Troy Bayliss         | Ducati Infostrada         | Ducati 998 F 02    | 24   | 40:06.073 | 1º      | 25    |
| 2º   | 2   | Colin Edwards        | Castrol Honda             | Honda VTR 1000 SP2 | 24   | +0:00.651 | 3º      | 20    |
| 3º   | 11  | Rubén Xaus           | Ducati Infostrada         | Ducati 998 F 02    | 24   | +0:18.966 | 5º      | 16    |
| 4º   | 41  | Noriyuki Haga        | Playstation2-FGF Aprilia  | Aprilia RSV 1000   | 24   | +0:23.482 | 8º      | 13    |
| 5º   | 155 | Ben Bostrom          | Ducati L & M              | Ducati 998 F 02    | 24   | +0:27.820 | 2º      | 11    |
| 6º   | 7   | Pierfrancesco Chili  | Ducati NCR Axo            | Ducati 998 RS      | 24   | +0:35.642 | 6º      | 10    |
| 7º   | 52  | James Toseland       | HM Plant Ducati           | Ducati 998 F 01    | 24   | +0:40.514 | 7º      | 9     |
| 8º   | 10  | Gregorio Lavilla     | Alstare Suzuki Corona     | Suzuki GSX-R750 Y  | 24   | +0:47.096 | 9º      | 8     |
| 9º   | 99  | Steve Martin         | DFX Racing Ducati Pirelli | Ducati 998 RS      | 24   | +0:47.527 | 10º     | 7     |
| 10º  | 19  | Lucio Pedercini      | Pedercini                 | Ducati 998 RS      | 24   | +1:09.452 | 13º     | 6     |
| 11º  | 12  | Broc Parkes          | Ducati NCR Parmalat       | Ducati 998 RS      | 24   | +1:09.623 | 15º     | 5     |
| 12º  | 20  | Marco Borciani       | Pedercini                 | Ducati 998 RS      | 24   | +1:12.906 | 14º     | 4     |
| 13º  | 30  | Alessandro Antonello | DFX Racing Ducati Pirelli | Ducati 998 RS      | 24   | +1:25.097 | 20º     | 3     |
| 14º  | 46  | Mauro Sanchini       | Kawasaki Bertocchi        | Kawasaki ZX-7RR    | 24   | +1:33.351 | 18º     | 2     |
| 15º  | 66  | Alexander Hofmann    | Kawasaki Racing           | Kawasaki ZX-7RR    | 24   | +1:36.265 | 16º     | 1     |
| 16º  | 28  | Serafino Foti        | Pedercini                 | Ducati 996 RS      | 23   | +1 giro   | 22º     |       |
| 17º  | 5   | Mark Heckles         | Castrol Honda Rumi        | Honda VTR 1000 SP2 | 23   | +1 giro   | 19º     |       |
| 18º  | 36  | Ivan Clementi        | Kawasaki Bertocchi        | Kawasaki ZX-7RR    | 23   | +1 giro   | 21º     |       |
| 19º  | 69  | Thierry Mulot        | White Endurance           | Honda VTR 1000 SP1 | 23   | +1 giro   | 23º     |       |

#### Ritirati
| Nº  | Pilota        | Squadra          | Motocicletta        | Giri | Griglia |
| --- | ------------- | ---------------- | ------------------- | ---- | ------- |
| 33  | Juan Borja    | Spaziotel Racing | Ducati 998 RS       | 18   | 11º     |
| 6   | Peter Goddard | Benelli Sport    | Benelli Tornado 900 | 18   | 17º     |
| 100 | Neil Hodgson  | HM Plant Ducati  | Ducati 998 F 01     | 11   | 4º      |
| 23  | Jiří Mrkývka  | JM Racing        | Ducati 996 RS       | 9    | 24º     |
| 9   | Chris Walker  | Kawasaki Racing  | Kawasaki ZX-7RR     | 0    | 12º     |

### Gara 2

#### Arrivati al traguardo[7]
| Pos. | Nº  | Pilota              | Squadra                   | Motocicletta        | Giri | Tempo     | Griglia | Punti |
| ---- | --- | ------------------- | ------------------------- | ------------------- | ---- | --------- | ------- | ----- |
| 1º   | 1   | Troy Bayliss        | Ducati Infostrada         | Ducati 998 F 02     | 24   | 40:09.633 | 1º      | 25    |
| 2º   | 2   | Colin Edwards       | Castrol Honda             | Honda VTR 1000 SP2  | 24   | +0:01.650 | 3º      | 20    |
| 3º   | 11  | Rubén Xaus          | Ducati Infostrada         | Ducati 998 F 02     | 24   | +0:05.065 | 5º      | 16    |
| 4º   | 155 | Ben Bostrom         | Ducati L & M              | Ducati 998 F 02     | 24   | +0:13.963 | 2º      | 13    |
| 5º   | 41  | Noriyuki Haga       | Playstation2-FGF Aprilia  | Aprilia RSV 1000    | 24   | +0:20.032 | 8º      | 11    |
| 6º   | 7   | Pierfrancesco Chili | Ducati NCR Axo            | Ducati 998 RS       | 24   | +0:28.966 | 6º      | 10    |
| 7º   | 52  | James Toseland      | HM Plant Ducati           | Ducati 998 F 01     | 24   | +0:31.380 | 7º      | 9     |
| 8º   | 100 | Neil Hodgson        | HM Plant Ducati           | Ducati 998 F 01     | 24   | +0:38.343 | 4º      | 8     |
| 9º   | 9   | Chris Walker        | Kawasaki Racing           | Kawasaki ZX-7RR     | 24   | +0:54.252 | 12º     | 7     |
| 10º  | 19  | Lucio Pedercini     | Pedercini                 | Ducati 998 RS       | 24   | +1:02.521 | 13º     | 6     |
| 11º  | 99  | Steve Martin        | DFX Racing Ducati Pirelli | Ducati 998 RS       | 24   | +1:02.795 | 10º     | 5     |
| 12º  | 20  | Marco Borciani      | Pedercini                 | Ducati 998 RS       | 24   | +1:04.210 | 14º     | 4     |
| 13º  | 66  | Alexander Hofmann   | Kawasaki Racing           | Kawasaki ZX-7RR     | 24   | +1:19.737 | 16º     | 3     |
| 14º  | 46  | Mauro Sanchini      | Kawasaki Bertocchi        | Kawasaki ZX-7RR     | 24   | +1:23.765 | 18º     | 2     |
| 15º  | 6   | Peter Goddard       | Benelli Sport             | Benelli Tornado 900 | 24   | +1:24.325 | 17º     | 1     |
| 16º  | 28  | Serafino Foti       | Pedercini                 | Ducati 996 RS       | 24   | +1:35.748 | 22º     |       |
| 17º  | 5   | Mark Heckles        | Castrol Honda Rumi        | Honda VTR 1000 SP2  | 24   | +1:41.574 | 19º     |       |

#### Ritirati
| Nº | Pilota               | Squadra                   | Motocicletta       | Giri | Griglia |
| -- | -------------------- | ------------------------- | ------------------ | ---- | ------- |
| 30 | Alessandro Antonello | DFX Racing Ducati Pirelli | Ducati 998 RS      | 19   | 20º     |
| 12 | Broc Parkes          | Ducati NCR Parmalat       | Ducati 998 RS      | 19   | 15º     |
| 33 | Juan Borja           | Spaziotel Racing          | Ducati 998 RS      | 14   | 11º     |
| 36 | Ivan Clementi        | Kawasaki Bertocchi        | Kawasaki ZX-7RR    | 8    | 21º     |
| 69 | Thierry Mulot        | White Endurance           | Honda VTR 1000 SP1 | 7    | 23º     |
| 10 | Gregorio Lavilla     | Alstare Suzuki Corona     | Suzuki GSX-R750 Y  | 1    | 9º      |

### Supersport

#### Arrivati al traguardo
| Pos. | Nº  | Pilota               | Squadra                      | Motocicletta    | Giri | Tempo     | Punti |
| ---- | --- | -------------------- | ---------------------------- | --------------- | ---- | --------- | ----- |
| 1º   | 37  | Katsuaki Fujiwara    | Alstare Suzuki Corona        | Suzuki GSX-R600 | 23   | 40'03.477 | 25    |
| 2º   | 1   | Andrew Pitt          | Kawasaki Racing              | Kawasaki ZX-6R  | 23   | +0.633    | 20    |
| 3º   | 12  | Stéphane Chambon     | Alstare Suzuki Corona        | Suzuki GSX-R600 | 23   | +0.970    | 16    |
| 4º   | 91  | Christian Kellner    | Yamaha Motor Germany         | Yamaha YZF R6   | 23   | +2.618    | 13    |
| 5º   | 17  | Chris Vermeulen      | Van-zon-Honda-T.K.R.         | Honda CBR 600F  | 23   | +16.811   | 11    |
| 6º   | 3   | Jörg Teuchert        | Yamaha Motor Germany         | Yamaha YZF R6   | 23   | +20.623   | 10    |
| 7º   | 5   | Kevin Curtain        | OPCM Racing                  | Yamaha YZF R6   | 23   | +20.759   | 9     |
| 8º   | 20  | Stefano Cruciani     | T. Italia Lorenzini by Leoni | Yamaha YZF R6   | 23   | +36.880   | 8     |
| 9º   | 11  | Piergiorgio Bontempi | Ducati NCR Nortel Net.       | Ducati 748 R    | 23   | +38.496   | 7     |
| 10º  | 9   | Iain MacPherson      | Ten Kate Honda               | Honda CBR 600F  | 23   | +39.217   | 6     |
| 11º  | 15  | Alessio Corradi      | Team Italia Spadaro          | Yamaha YZF R6   | 23   | +41.790   | 5     |
| 12º  | 81  | Robert Ulm           | Honda UK Race                | Honda CBR 600F  | 23   | +43.247   | 4     |
| 13º  | 118 | Christian Zaiser     | OPCM Racing                  | Yamaha YZF R6   | 23   | +49.393   | 3     |
| 14º  | 7   | Karl Muggeridge      | Honda UK Race                | Honda CBR 600F  | 23   | +51.439   | 2     |
| 15º  | 18  | David de Gea         | BKM Honda Racing             | Honda CBR 600F  | 23   | +1'02.232 | 1     |
| 16º  | 44  | Antonio Carlacci     | Lorenzini by Leoni           | Yamaha YZF R6   | 23   | +1'06.565 |       |
| 17º  | 16  | Gianluca Nannelli    | Rox Racing                   | Ducati 748 R    | 23   | +1'07.130 |       |
| 18º  | 64  | Claudio Cipriani     | GIMotorsport                 | Yamaha YZF R6   | 23   | +1'09.564 |       |
| 19º  | 26  | Rico Penzkofer       | Shell Advance Racing         | Ducati 748 R    | 23   | +1'18.194 |       |

#### Ritirati
| Nº | Pilota              | Squadra          | Motocicletta   | Giri |
| -- | ------------------- | ---------------- | -------------- | ---- |
| 14 | Diego Giugovaz      | GIMotorsport     | Yamaha YZF R6  | 20   |
| 8  | James Ellison       | Kawasaki Racing  | Kawasaki ZX-6R | 10   |
| 13 | Christophe Cogan    | BKM Honda Racing | Honda CBR 600F | 2    |
| 42 | Matthieu Lagrive    | Saveko Racing    | Yamaha YZF R6  | 1    |
| 60 | Ron Van Steenbergen | Esha-Kobutex     | Honda CBR 600F | 1    |
| 33 | Robert Frost        | Saveko Racing    | Yamaha YZF R6  | 0    |

### Superstock

#### Arrivati al traguardo
| Pos. | Nº | Pilota               | Squadra                      | Motocicletta       | Giri | Tempo     | Punti |
| ---- | -- | -------------------- | ---------------------------- | ------------------ | ---- | --------- | ----- |
| 1º   | 31 | Vittorio Iannuzzo    | Alstare System Suzuki Italia | Suzuki GSX 1000 R  | 14   | 24'44.689 | 25    |
| 2º   | 6  | Gianluca Vizziello   | GIMotorsport                 | Yamaha YZF 1000 R1 | 14   | +0.751    | 20    |
| 3º   | 12 | Lorenzo Alfonsi      | D.F.X. Racing Ducati Pirelli | Ducati 998 S       | 14   | +11.784   | 16    |
| 4º   | 66 | Benjamin Nabert      | Bender Four Star Racing      | Suzuki GSX 1000 R  | 14   | +16.133   | 13    |
| 5º   | 49 | Koen Vleugels        | K.S. Racing                  | Suzuki GSX 1000 R  | 14   | +23.121   | 11    |
| 6º   | 67 | Björn Steinmetz      | Karthin Suzuki               | Suzuki GSX 1000 R  | 14   | +27.428   | 10    |
| 7º   | 8  | Dario Tosolini       | Sacchi Corse Biassono R      | Suzuki GSX 1000 R  | 14   | +27.847   | 9     |
| 8º   | 33 | Ludovic Fourreau     | Arbr 'A' Cames               | Suzuki GSX 1000 R  | 14   | +29.362   | 8     |
| 9º   | 34 | Didier Van Keymeulen | ICSAT                        | Suzuki GSX 1000 R  | 14   | +29.654   | 7     |
| 10º  | 90 | Lorenzo Mauri        | Lorenzini by Leoni           | Yamaha YZF 1000 R1 | 14   | +29.766   | 6     |
| 11º  | 42 | Riccardo Chiarello   | D.F.X. Racing Ducati Pirelli | Ducati 998 S       | 14   | +30.252   | 5     |
| 12º  | 4  | Andi Notman          | LiveOnScreen Racing          | Suzuki GSX 1000 R  | 14   | +38.529   | 4     |
| 13º  | 25 | Freddy Papunen       | Freddy Racing                | Yamaha YZF 1000 R1 | 14   | +40.210   | 3     |
| 14º  | 65 | Katja Poensgen       | Bender Four Star Racing      | Suzuki GSX 1000 R  | 14   | +42.667   |       |
| 15º  | 26 | Christian Nau        | Suzuki Stefan Schmidt        | Suzuki GSX 1000 R  | 14   | +42.922   | 2     |
| 16º  | 44 | Alessandro Brannetti | Rumi                         | Honda CBR 900 RR   | 14   | +45.993   | 1     |
| 17º  | 69 | Raffaello Fabbroni   | GIMotorsport                 | Yamaha YZF 1000 R1 | 14   | +46.229   |       |
| 18º  | 23 | Simon Andrews        | UCL Racing Honda             | Honda CBR 900 RR   | 14   | +59.263   |       |
| 19º  | 7  | Robert De Vries      | Flanders Motor Racing        | Ducati 998 S       | 14   | +1'04.399 |       |
| 20º  | 21 | Sergio Ruggiero      | Rox Racing                   | Ducati 998 S       | 14   | +1'07.928 |       |
| 21º  | 45 | Marek Červený        | Intermoto Progress Ecoplast  | Honda CBR 900 RR   | 14   | +1'08.267 |       |
| 22º  | 37 | William De Angelis   | Lorenzini by Leoni           | Yamaha YZF 1000 R1 | 14   | +1'08.752 |       |
| 23º  | 11 | Nicolas Saelens      | Flanders Motor Racing        | Ducati 998 S       | 14   | +1'09.039 |       |
| 24º  | 22 | Christian Dal Corso  | Spaziotel Racing             | Ducati 998 S       | 14   | +1'11.731 |       |
| 25º  | 68 | Declan Swanton       | E.M.S. Racing                | Suzuki GSX 1000 R  | 14   | +1'15.383 |       |

#### Ritirati
| Nº | Pilota            | Squadra                      | Motocicletta       | Giri |
| -- | ----------------- | ---------------------------- | ------------------ | ---- |
| 28 | Giacomo Romanelli | Alstare System Suzuki Italia | Suzuki GSX 1000 R  | 6    |
| 77 | Olivier Four      | Star Moto                    | Suzuki GSX 1000 R  | 3    |
| 18 | Fabrizio De Marco | Five Racing                  | Yamaha YZF 1000 R1 | 0    |
| 20 | John Bakker       | Zone Rouge                   | Yamaha YZF 1000 R1 | 0    |
| 16 | Geoffrey Naze     | Lowlands Racing              | Ducati 998 S       | 0    |
| 3  | Ciro Ranieri      | Rumi                         | Honda CBR 900 RR   | 0    |